# Septembre 1804

## Événements
- Karl Stein (1757-1831) est nommé ministre du Commerce, de l’Industrie et des Douanes en Prusse[1].

- 7 septembre : les aéronautes italiens Francesco Zambeccari, Pasquale Andreoli et Gaetano Grassetti survolent la mer Adriatique en ballon.

- 18 septembre : bataille navale de Vizagapatam[2].

## Naissances
- 14 septembre : John Gould (mort en 1881), ornithologue et naturaliste britannique.
- 28 septembre : Jean-Baptiste Barré, sculpteur et peintre français († 24 avril 1877).
- 29 septembre : Giovanni Carnovali, peintre italien († 5 juillet 1873).

## Décès
- 20 septembre : Pierre Méchain (né en 1744), astronome français.